# Jesús Moncada
Jesús Moncada Estruga (født 1. december 1941 i Mequinenza, død 13. juni 2005 i Barcelona) var en spansk forfatter på det catalanske sprog.
Han blev betragtet som en af de vigtigste catalanske forfattere i sin tid og modtog flere priser for sit arbejde, blandt andet City of Barcelona Award eller National Critics Award i 1989 for Camí de sirga (Træksti) eller La Creu de Sant. Jordi, tildelt af Generalitat i Catalonien i 2001 . I 2004 modtog han Aragonese Literature Award, som han samlede nogle få måneder før hans død. Jesús Moncada er en af de mest oversatte forfattere i den moderne catalanske litteratur. Camí de sirga er oversat til femten sprog, herunder japansk og vietnamesisk. Moncada oversatte også adskillige værker på spansk, fransk og engelsk til catalansk af forfattere som Guillaume Apollinaire, Alexandre Dumas, Jules Verne og Boris Vian.